# Preußisches Revolutionskabinett
Das Preußische Revolutionskabinett (zunächst auch: „politisches Kabinett“) war 1918/1919 die vorläufige Landesregierung Preußens. Es gründete sich auf eine Koalition von Mehrheitssozialdemokraten (MSPD) und Unabhängigen Sozialdemokraten (USPD), genauso wie der Rat der Volksbeauftragten, der auf Reichsebene gebildet wurde. Das preußische Kabinett war revolutionär, weil es sich nicht auf Grundlage der bisherigen preußischen Verfassung von 1848/1850 gebildet hatte.
Das Kabinett unter Paul Hirsch von der MSPD existierte vom 12. November 1918 bis zum 25. März 1919. Jeweils ein MSPD- und ein USPD-Mann waren einem Ressort zugeordnet. Die USPD-Mitglieder verließen das Kabinett am 4. Januar 1919. Abgelöst wurde es schließlich von einem neuen Kabinett, nachdem eine preußische Landesversammlung gewählt worden war.

## Hintergrund
Das Königreich Preußen war der mit Abstand bedeutendste Gliedstaat im monarchischen Bundesstaat und blieb dies auch nach der Novemberrevolution 1918/1919. Preußen und Reich waren vielfältig miteinander verbunden: Der Reichskanzler war gleichzeitig preußischer Ministerpräsident, viele Staatssekretäre waren preußische Minister. Im deutschen Bundesrat war Preußen die bestimmende Macht gewesen, was dem Reichskanzler zugutekam.
Am 9. November 1918 verkündete der letzte kaiserliche Reichskanzler, Max von Baden, dass Kaiser und König Wilhelm II. abgedankt habe. Max übertrug, verfassungswidrig, das Amt des Reichskanzlers an Friedrich Ebert, den Führer der deutschen Mehrheitssozialdemokratie. Ebert bildete auf Reichsebene am 10. November den Rat der Volksbeauftragten als revolutionäres Übergangsorgan und wurde einer von zwei Vorsitzenden des Rates.
Max von Baden war aber nicht preußischer Ministerpräsident. So konnte er nicht gleichzeitig Ebert mit dem Ministerpräsidentenamt ausstatten. Das Preußische Staatsministerium wollte eigentlich mehrheitlich am 8. November zurücktreten, doch der König konnte das Rücktrittsgesuch nicht mehr annehmen. Das preußische Kabinett blieb daher im Amt, ähnlich wie die Staatssekretäre auf Reichsebene.
Reichskanzler Ebert wies noch am 9. November den preußischen Führer der MSPD Paul Hirsch an, für Ruhe und Ordnung zu sorgen. Der preußische Innenminister Drews bestätigte diese Anweisung durch eine eigene Vollmacht an Hirsch. So wurde Hirsch, laut Ernst Rudolf Huber, der Sache nach kurzfristig „Reichs- und preußischer Staatskommissar“.

## Kabinettsbildung und Umbildung
MSPD und USPD bildeten am 12. November ein Revolutionskabinett. Damit gab es keine organisatorische oder formelle Klammer zwischen Reich und Preußen mehr. Seine Legitimation bezog das Kabinett aus dem Vertrauen der Räteorganisation, ähnlich wie der Rat der Volksbeauftragten. Allgemein wurde die Diktatur des Revolutionskabinetts hingenommen. Im Gegensatz zur Reichsebene blieben die früheren Minister nicht im Amt: Der amtierende Vizepräsident des Staatsministeriums, Friedberg, beendete seine Tätigkeit und übergab die Geschäfte dem neuen Kabinett.
Das Revolutionskabinett war paritätisch zusammengesetzt: Jedes Ressort wurde von je einem Mehrheitssozialdemokraten und einem Unabhängigen Sozialdemokraten geleitet. Es gab damit auch zwei Ministerpräsidenten, Paul Hirsch (MSPD) und Heinrich Ströbel (USPD). Zusätzlich war dem Innenministerium ein weiterer MSPD-Politiker zugeordnet. Das Ministerium der öffentlichen Arbeiten und das Kriegsministerium wurden von Fachministern geleitet; im ersteren waren je ein MSPD- und ein USPD-Mann beigeordnet, im letzteren war ein MSPD-Mann der Unterstaatssekretär.
Im Reich endete die Koalition von MSPD und USPD schon Ende Dezember. Teile der USPD gingen dazu über, für Deutschland eine Räteverfassung anzustreben und eine entsprechende Weiterentwicklung der Revolution einzuleiten. In Preußen erklärten die USPD-Politiker am 2. Januar, dass sie ihre Regierungsämter nicht mehr ausüben konnten. Anlass war die Berufung des neuen Kriegsministers Walther Reinhardt. Auch die MSPD-Mitglieder waren zum Rücktritt bereit, wurden aber vom Zentralrat der Räteorganisation bestätigt. Die USPD-Posten in der Regierung wurden nicht neu besetzt.

## Tätigkeit des Revolutionskabinetts
Das Revolutionskabinett sah sich dank Revolutionsrecht dazu legitimiert, die preußische (monarchische) Verfassung zu ignorieren. Es beschlagnahmte das Vermögen des Königshauses und schaffte Privilegien des Königshauses und weiterer Adliger ab, beseitigte die beiden Kammern des Landtags und reformierte das Schulwesen. Das Kabinett behielt sich vor, bestehende Gesetze außer Kraft zu setzen. Außerdem leitete es Wahlen zu einer preußischen Landesversammlung ein, entsprechend einer Nationalversammlung auf Reichsebene. Hinzu kam eine mit Gesetzeskraft versehene Verordnung des Innenministers Paul Hirsch vom 25. Januar 1919, nach welcher zum 3. März vorzeitige Neuwahlen in den Stadtverordnetenversammlungen des Freistaates Preußen durchgeführt werden sollten, wodurch eine Demokratisierung der Kommunalpolitik eingeleitet wurde.
Ferner bewahrte das Kabinett die Gerichte vor Eingriffen durch die Räteorganisation. Es ließ die bisherigen Beamten ihre Arbeit fortsetzen; die großen personellen Änderungen erfolgten erst 1919/1920. Als beispielsweise im Dezember der Arbeiter- und Soldatenrat Dortmunds einige Industrielle festnahm, sorgte das Kabinett rasch für die Freilassung. Dabei ging es, wie auch Ebert bestätigte, zu vermeiden, dass ein Regime der Willkür zur Rechtsunsicherheit führe.

### Mitglieder
| Amt                         | Name                                                        | Bild | Partei | Partei    |
| --------------------------- | ----------------------------------------------------------- | ---- | ------ | --------- |
| Präsidenten                 | Paul Hirsch                                                 |      |        | SPD       |
| Präsidenten                 | Heinrich Ströbel bis 4. Januar 1919                         |      |        | USPD      |
| Justiz                      | Dr. Kurt Rosenfeld bis 4. Januar 1919                       |      |        | USPD      |
| Justiz                      | Dr. Wolfgang Heine ab 27. November 1918                     |      |        | SPD       |
| Inneres                     | Paul Hirsch                                                 |      |        | SPD       |
| Inneres                     | Dr. Rudolf Breitscheid 16. November 1918 bis 4. Januar 1919 |      |        | USPD      |
| Finanzen                    | Dr. Albert Südekum                                          |      |        | SPD       |
| Finanzen                    | Hugo Simon bis 4. Januar 1919                               |      |        | USPD      |
| Landwirtschaft              | Dr. Otto Braun                                              |      |        | SPD       |
| Landwirtschaft              | Adolf Hofer bis 4. Januar 1919                              |      |        | USPD      |
| Wissenschaft                | Dr. Konrad Haenisch                                         |      |        | SPD       |
| Wissenschaft                | Adolph Hoffmann bis 4. Januar 1919                          |      |        | USPD      |
| Handel                      | Otto Fischbeck                                              |      |        | DDP       |
| Krieg                       | Heinrich Schëuch bis 2. Januar 1919                         |      |        | parteilos |
| Krieg                       | Walther Reinhardt ab 3. Januar 1919                         |      |        | parteilos |
| Öffentliche Arbeit          | Wilhelm Hoff                                                |      |        | parteilos |
| Polizeipräsident von Berlin | Emil Eichhorn 16. November 1918 bis 3. Januar 1919          |      |        | USPD      |
| Polizeipräsident von Berlin | Eugen Ernst ab 4. Januar 1919                               |      |        | SPD       |
| Ohne Geschäftsbereich       | Eugen Ernst bis 3. Januar 1919                              |      |        | SPD       |